# Дублинино (Калининградская область)
Дублинино — посёлок в Славском районе Калининградской области. Входит в состав Тимирязевского сельского поселения.

## Население
| 2002 | 2010 |
| ---- | ---- |
| 93   | ↗104 |

## История
Населенный пункт Нойфрост в 1946 году был переименован в поселок Дублинино.